# هجرة الحيوانات

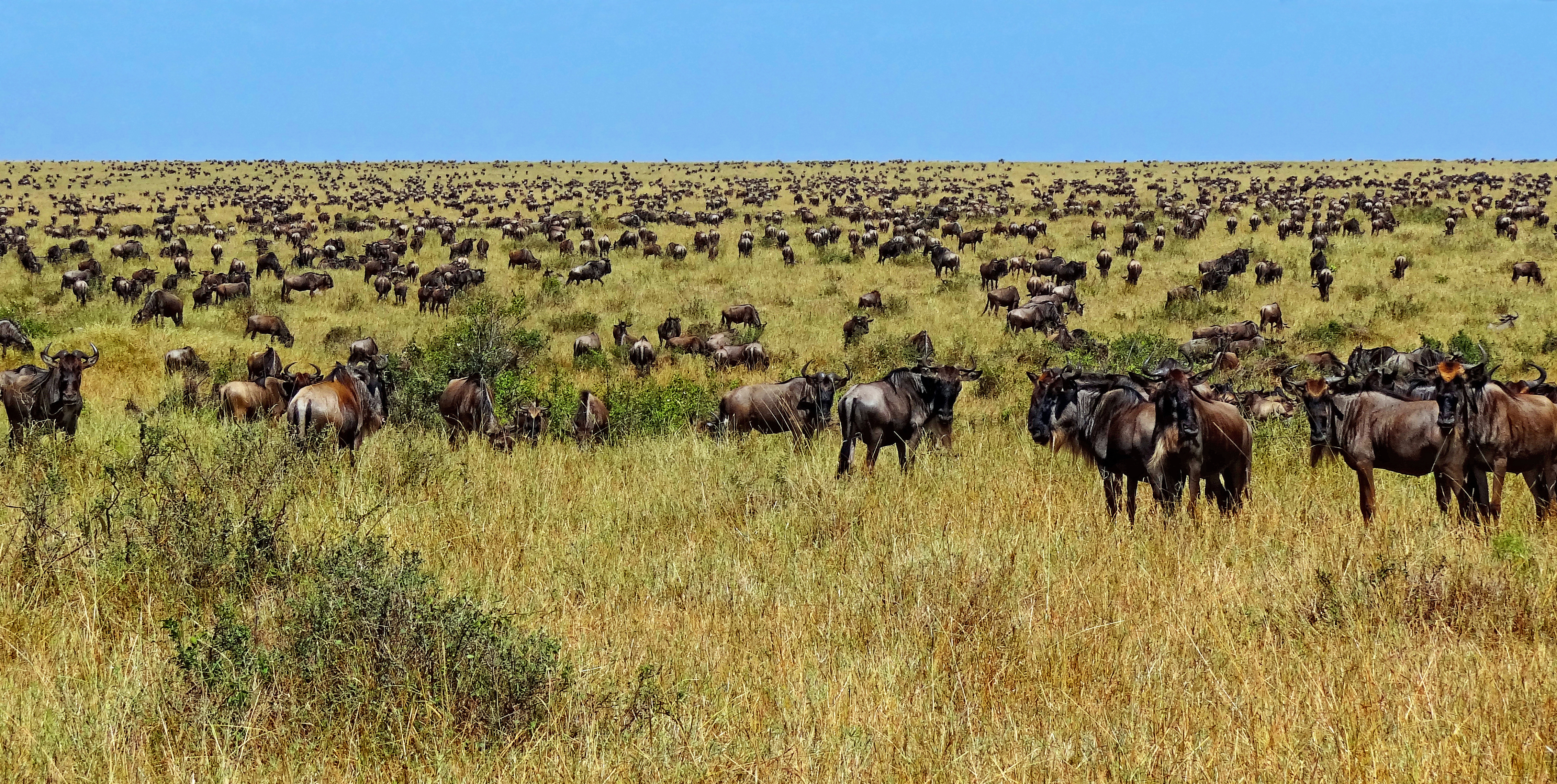
هجرة حيوانات النو العظيمة من كينيا إلى تنزانيا.

هجرة الحيوانات (بالإنجليزية: Animal migration)‏ هو مفهوم في علم الأحياء تنتقل خلاله الكائنات الحية إلى الأماكن التي توفر لها ظروفًا معيشية أفضل. وتهاجر كثير من الطيور والأسماك والحشرات والثدييات بصورة منتظمة لتتجنب التغيرات غير المواتية سواء في المناخ أو مصادر الغذاء. كما يهاجر الناس أيضًا، ولكن هجرتهم غالبًا ماتكون لأسباب سياسية أو اجتماعية وقد يهاجرون كذلك لأسباب بيولوجية. انظر:هجرة البشر.
يستخدم علماء الأحياء مصطلح الهجرة لوصف العديد من التحركات. ويعتبر بعض علماء الأحياء ـ خاصة علماء الحشرات ـ الرحيل بدون عودة هجرة، حيث ترحل بعض الحيوانات من مكان ما باحثة عن ظروف معيشية أفضل وليس بالضرورة أن تعود مع أولادها إلى الأماكن التي هاجرت منها. ويصف آخرون من علماء الأحياء التغيرات التاريخية بأنها هجرات. ولكن يُعَرِّف غالبية علماء الأحياء الهجرات بأنها تحركات دائرية منتظمة تقوم بها الحيوانات بين منطقتين، توفر كل منهما لمرحلة من مراحل حياة تلك الحيوانات ظروفًا معيشية أفضل من الأخرى. وهذا النوع من الهجرات هو موضوع هذه المقالة.
تتم هذه الهجرات على الأرض أو في الماء أو في الهواء. تهاجر بعض الحيوانات لمسافات قصيرة فقط، حيث يهاجر العديد من الضفادع والعلاجيم سنويًا بانتظام لمسافة كيلومترات بين أماكن تكاثرها والأماكن الأخرى، بينما تهاجر طيور أخرى آلاف الكيلومترات سنويًا. وأطول الطيور هجرة هو الخطاف القطبي الذي يهاجر لمسافة حوالي 35,000 كم سنويًا.

## أنواع الهجرة
تقوم معظم الحيوانات المهاجرة بنوعين من الهجرات:
1- هجرة يومية
2- هجرات موسمية، بينما تقوم حيوانات مهاجرة أخرى بهجرة دائرية واحدة أو بهجرات دائرية قليلة خلال حياتها.

### الهجرات اليومية
تقوم العوالق المائية الحيوانية في المحيطات بهذا النوع من الهجرة حيث تسبح لمئات الأمتار تحت الماء خلال اليوم وتعود خلال الليل إلى السطح.

### الهجرات الموسمية
تحدث هذه الهجرات مرتين في العام. فهي مرتبطة بالتغييرات الموسمية في درجة الحرارة أو مستوى هطول الأمطار. وهنالك ثلاثة أنواع من الهجرة الموسمية: 1- الهجرات عبر خطوط العرض، 2- الهجرات الرأسية على المرتفعات، 3- الهجرات المحلية.
يهاجر عبر خطوط العرض الخفافيش والفقمات وكثير من الطيور المهاجرة. وهي تهاجر أساسًا في اتجاه شمالي جنوبي، بينما يقوم بالهجرة الرأسية بعض الحيوانات الجبلية إلى أعلى وإلى أسفل الجبال عبر المنحدرات الجبلية. فعلى سبيل المثال، يقضي حجل الثلوج الألبي والغزال الأحمر الصيف في أعالي الجبال وينزلان إلى الوديان في الشتاء. وتقوم غالبية الطيور والثدييات المدارية بالهجرات المحلية حيث تهاجر إلى الأماكن الأكثر رطوبة في أوقات الجفاف وتعود إلى ديارها الأصلية عند بداية موسم الأمطار.

### الهجرات الأقل حدوثا
يقوم بهذا النوع بعض الحيوانات على فترات متباعدة؛ فأسماك السالمون مثلاً، تولد في أعالي مجاري الأنهار ولكنها سرعان ماتهاجر إلى المحيطات. وبعد سنوات عديدة، تعود إلى الأماكن التي ولدت فيها في أعالي مجاري الأنهار للتكاثر. وتموت أسماك سالمون المحيط الهادئ مباشرة بعد وضع البيض، ولكن تعود بعض أسماك سالمون المحيط الأطلسي مرة أخرى للمحيط للتكاثر، وتفعل ذلك ثلاث مرات خلال حياتها. وكذلك تقوم بمثل هذه الهجرات لوضع البيض إناث السلاحف البحرية وذلك لعدة مرات خلال حياتها. وتسبح إناث السلاحف المائية الخضراء وإناث السلاحف المائية ضخمة الرأس كل عامين أو ثلاثة أعوام لمسافة قد تبلغ 2,000 كم إلى الشواطئ الرملية فَقَسَتْ فيها لوضع بيضها.

## لماذا تهاجر الحيوانات
تُمَكِّنُ الهجرة كثيرًا من أنواع الحيوانات من استغلال مناطق ذات طقس ملائم ووفرة في الغذاءأو للتزاوج في أوقات معينة من العام. فمثلاً يَكْثُرُ الغذاء في بعض مناطق العالم في فصل الصيف ولكنه يقل أو ينعدم خلال أشهر الشتاء الباردة. وعليه تهاجر كثير من الحيوانات التي تعيش في تلك الأماكن إلى المناطق الأكثر دفئًا خلال فصل الخريف، ولكنها تعود في الربيع حين يصير الجو أكثر دفئًا.
وتهاجر كثير من الحيوانات للتكاثر في أماكن معينة تُوَفِّرُ لصغارها أفضل فُرَصِ الحياة خلال أوقات معينة من العام. تتكاثر الطيور المهاجرة في ملاجئها الصيفية حيث الغذاء المتوفر، بينما تهاجر الحيتان الحدباء من مناطق تغذيتها القطبية لتلد في المياه المدارية أو شبه المدارية الدافئة. وهذه المياه توفر القليل من الطعام للحيتان الكبيرة ولكن الصغار لاتتحمل برد المياه القطبية.

## ما الذي يدفع للهجرة
تبدأ الهجرة عند معظم الحيوانات مع بداية حلول الظروف البيئية غير المواتية، إلا أن من الصعوبة تفسير دواعي الهجرة في بعض أنواع الحيوانات الأخرى. فقد تغادر كثير من الطيور المهاجرة مشاتيها في المناطق المدارية رغم أن الظروف مازالت ملائمة لبقائها هناك. وقد يكون الدافع للهجرة عند تلك الطيور هو التغييرات البيئية المرتبطة ببداية الجو الدافئ والزيادة في الغذاء في مناطق تكاثرها الشمالية. وتُوَضِّحُ التجارب أن الزيادة في طول ساعات النهار سبب في هجرة العديد من أنواع الطيور، حيث تؤدي تلك الزيادة في ساعات النهار في الربيع إلى إطلاق هورمونات معينة في أجسام تلك الطيور تدفعها للاستعداد الحيوي للهجرة شمالاً.
وبجانب المؤشرات البيئية فقد يكون لكثير من الحيوانات المهاجرة موسميًا تقويم مبرمج أودعه الله أجسامها يُخَبِّرُها متى تهاجر. وتُبْدِي بعض الطيور سلوكًا للهجرة الموسمية حتى عند بقائها تحت ظروف بيئية ثابتة في المختبر. وقد يتحكم توقيت مبرمج في أجسام أسماك السالمون والحيوانات الأخرى التي تهاجر في أوقات مختلفة في حياتها ينبئها بموعد بداية تلك الهجرات.

## كيف تحدد الحيوانات المهاجرة طريقها
أثبتت الأبحاث أن الحيوانات المهاجرة تستعمل العديد من الطرق في جمع معلومات تعينها على تحديد اتجاهاتها أثناء الهجرة حيث يستعين العديد من الحيوانات المهاجرة بالشمس والقمر والنجوم في تحديد مسار هجرتها. وتستطيع تلك الحيوانات رصد حركات تلك الأجرام السماوية في تحديد مسارها، بينما تستعمل حيوانات أخرى الظواهر الأرضية مثل الخطوط الساحلية والأنهار وسلاسل الجبال.
تعتمد الحيوانات في هجراتها على خواص أخرى بجانب حاسة البصر في تحديد مسار تلك الهجرات، حيث تعتمد أسماك السالمون على رائحة الأنهار التي ولدت فيها في تحديد طريق عودتها إلى نفس تلك الأماكن لتتكاثر فيها. وتهتدي حيوانات أخرى بالتغييرات التي تحدث في درجات الحرارة أو الرطوبة أو في اتجاه الرياح أو في مجال الأرض المغنطيسي. بينما تستعمل الحيوانات البحرية تيارات المحيطات.
تستعمل الحيوانات المهاجرة أكثر من بوصلة في تحديد اتجاهاتها أثناء الهجرة. فقد تهتدي بعض أنواع الطيور المهاجرة بالشمس خلال النهار وبالنجوم أثناء الليل. ويعتقد كثير من علماء الأحياء أنها تستعمل المجال المغنطيسي للأرض في تحديد مسارها في الأيام والليالي الملبدة بالغيوم.
وفي بعض الأحيان، تُجبر الحيوانات المهاجرة على تغيير مسارها الطبيعي إلى أماكن غريبة عليها. وقد تتمكن بعض تلك الحيوانات الضالة من تحديد الأماكن التي توجد فيها وكيفية الوصول إلى أماكنها الأصلية. وتسمى تلك العملية الملاحة. وهنالك العديد من سبل الملاحة لدى الحيوانات المهاجرة التي يعرف العلماء القليل عنها.
وقد أثبتت التجارب التي أجريت على العصافير الدورية والحمام الزاجل وقصاص الماء بما لايدع مجالا للشك وجود الملاحة لدى الحيوانات المهاجرة، حيث اصطاد العلماء تلك الطيور من مواقع معينة وأخذوها إلى مناطق أخرى تبعد آلاف الكيلومترات عن أماكنها الطبيعية، وقد تمكنت غالبية تلك الطيور من العودة إلى نفس الأماكن التي اصطادها العلماء منها.
ولقد برهنت تجارب أخرى على أنَّ الحيوانات صغيرة السن يمكنها الهجرة، ولكنها قد لاتستطيع الملاحة من الأماكن الغريبة عليها. فمثلا عادة ما يهاجر الزُّرْزَورُ الأوروبي باتجاه جنوبي غربي من مناطق توالده حول بحر البلطيق إلى مشتاه حول القنال الإنجليزي. وقد اصطاد العلماء بعض كبار وصغار الزرازير التي وصلت إلى هولندا خلال هجرتها، وحملوها إلى سويسرا حيث أطلقوها. وقد تمكنت الطيور الكبيرة من الوصول إلى مشاتيها حول القنال الإنجليزي، بينما استمرت الزرازير التي تهاجر للمرة الأولى في الطيران باتجاه جنوبي غربي، حيث وصل بعضها للبرتغال وبعضها لأسبانيا وبعضها الآخر إلى جنوبي فرنسا.